# Pectinopygus punctatus
Pectinopygus punctatus är en insektsart som beskrevs av Günter Timmermann 1964. Pectinopygus punctatus ingår i släktet Pectinopygus och familjen fjäderlöss. Inga underarter finns listade i Catalogue of Life.